# Тамбора (вулкан)
 Тамбора  (індонез. Tambora, Tomboro) — діючий стратовулкан, також відомий як шаруватий вулкан, на індонезійському острові Сумбава, що входить до пасма Малих Зондських островів Малайського архіпелагу. Сумбава знаходиться в місці, де океанічна кора занурюється в мантію. Таким чином, під вулканом Тамбора знаходиться активна зона субдукції. Це сприяло зростанню вулкана так, що в минулому його висота досягала 4300 м, що робило його одним із найвищих піків Малайського архіпелагу. Величезна магматична камера всередині вулкана заповнювалася протягом тривалого часу, поки вулканічна діяльність не досягла піку у вигляді колосального за своєю силою виверження у квітні 1815 року.
Виверження 1815 досягло 7 балів за шкалою VEI, що можна порівняти з гігантським виверженням вулкана Таупо, яке сталося приблизно 180 року н. е. Оцінюючи обсяг викинутого матеріалу у 150–180 км³, виверження Тамбори 1815 року стало найбільшим вулканічним виверженням в історії людства. Вибух вулкана було чутно на острові Суматра, розташованому за 2 тис. км на північний захід від Тамбори. Вулканічний попіл випадав навіть на таких віддалених островах, як Калімантан, Сулавесі, Ява, Молуккі. Число загиблих досягло 71 тис. осіб (найбільша кількість загиблих від виверження вулкана за всю історію людства), з котрих 11–12 тис. загинули безпосередньо від прямого впливу виверження, інші померли від голоду і хвороб, оскільки еруптивні випадання зруйнували сільське господарство у місцевому регіоні. Часто наведене число у 92 тис. загиблих, як вважають, є завищеним. Окрім того, внаслідок виверження була знищена культура жителів острова Сумбава та вимерла тамборська мова — можливо, найзахідніша з відомих папуаських мов.
Виверження породило глобальні кліматичні відхилення, включаючи таке явище, як «вулканічна зима»: 1816 став відомим як «Рік без літа» через небувало низькі температури, які встановилися в Європі та Північній Америці. Надзвичайний холод призвів до катастрофічного неврожаю. Весною 1817 року ціни на зерно зросли вдесятеро, а серед населення вибухнув голод. Десятки тисяч європейців, котрі до того ж досі страждали від руйнувань Наполеонівських воєн, емігрували до Америк.
2004 року, під час розкопок на Сумбаві, команда археологів виявила залишки розвиненої культури, що загинула внаслідок виверження 1815 року, будучи похованою під триметровою товщею пірокластичних відкладень. Місце розкопок отримало назву Східних Помпеїв, оскільки розкопані артефакти збереглися у тому самому становищі, що вони займали 1815 року.
У серпні 2011 року рівень загрози вулкана підвищили з І рівня (нормальний рівень небезпеки) до ІІ (підвищений) унаслідок посилення вулканічної діяльності. У кальдері зареєстровано землетруси та димові викиди. У вересні 2011 року рівень загрози знову було піднято, чим досягнув III рівня (існує ймовірність виверження).

## Географічне положення

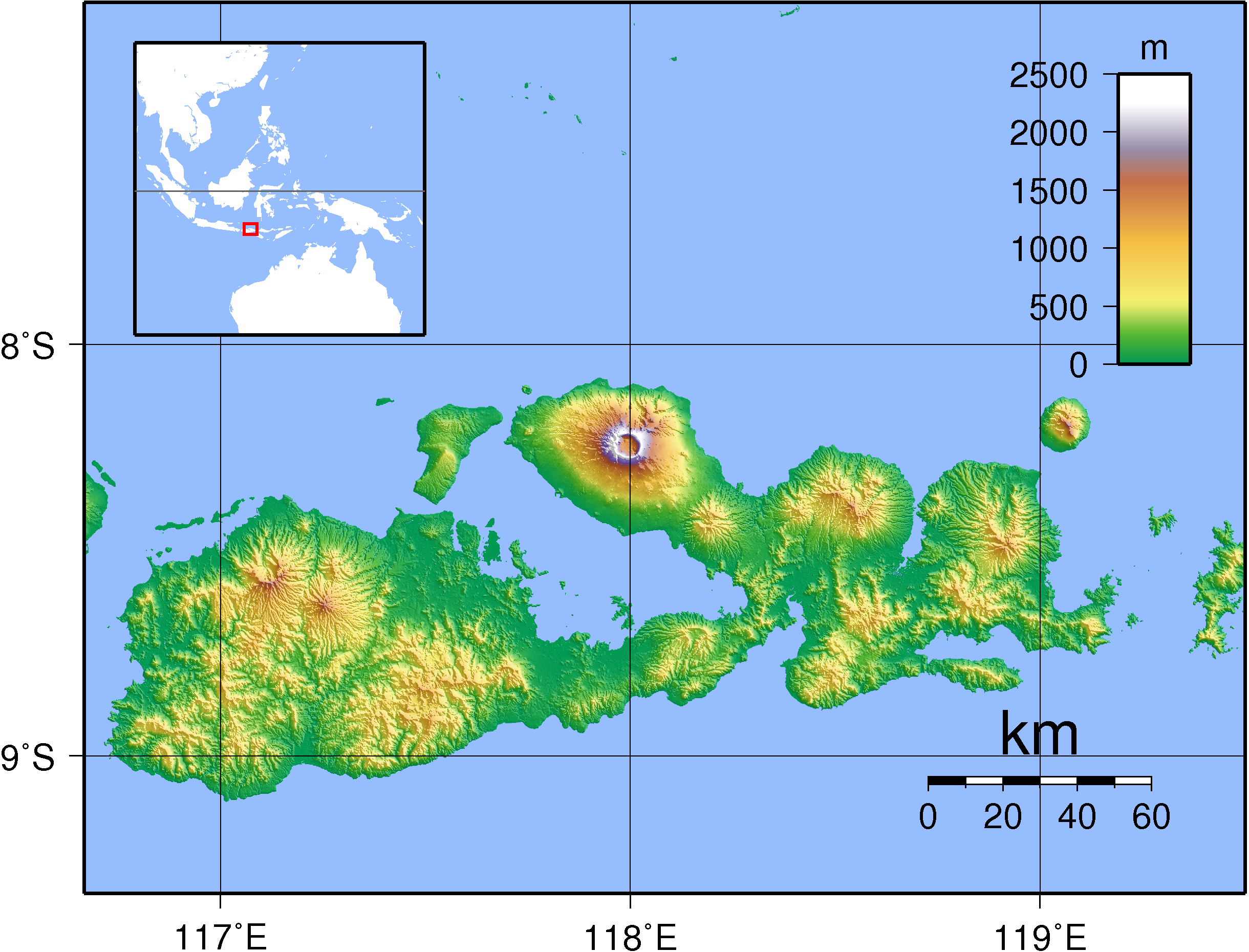
Топографічна мапа Сумбави; кальдера Тамбори розташована на північному півострові

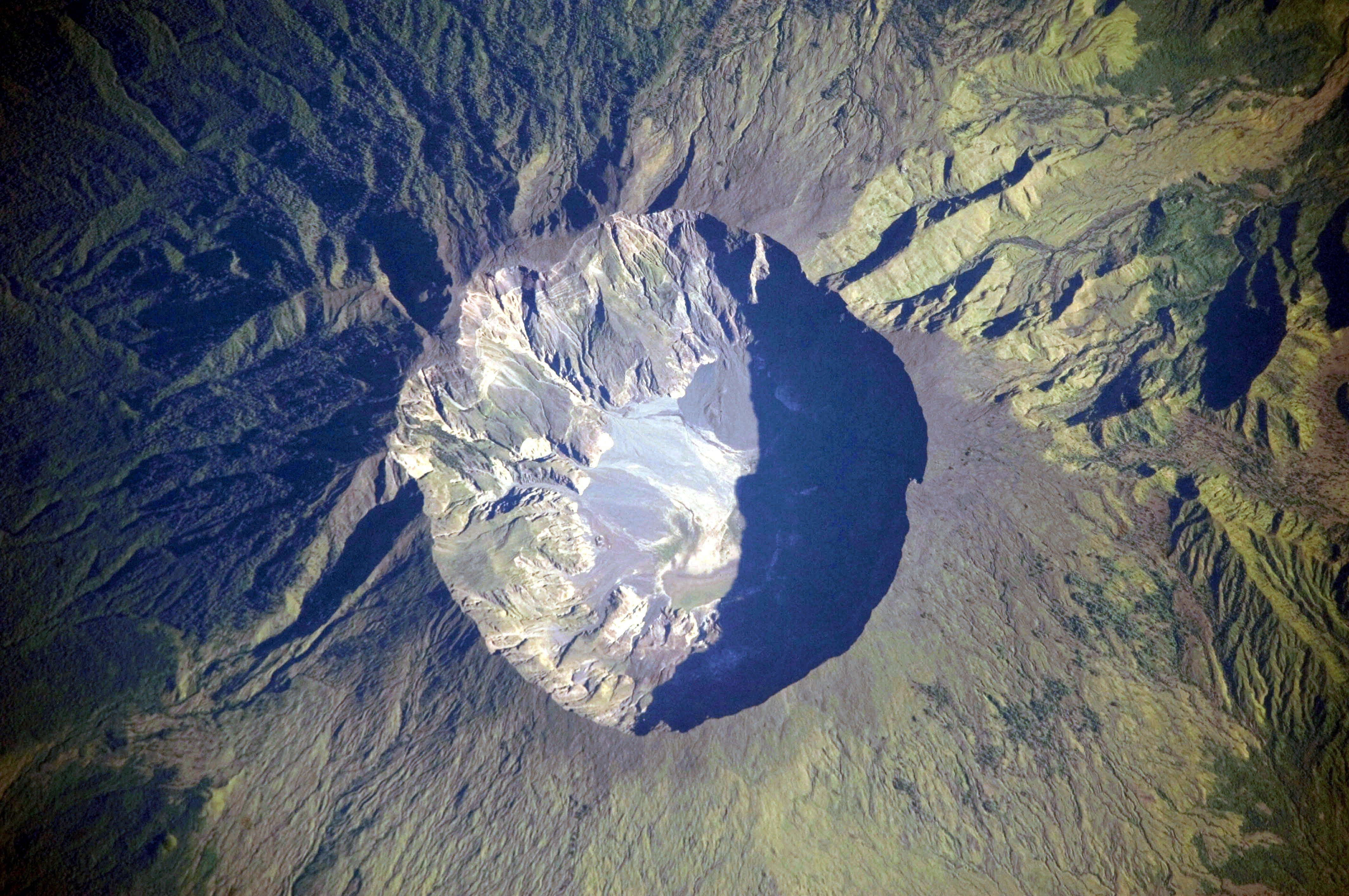
Кальдера Тамбори з космосу

Вулкан Тамбора знаходиться на острові Сумбава, що входить до складу Малих Зондських островів. Ці острови утворюють Зондську Дугу, групу островів вулканічного походження, що становлять південний ланцюг Малайського архіпелагу. Тамбора утворює півострів, відомий як півострів Санґар (індонез. Semenanjung Sanggar). Він досягає 86 км завдовжки і 36 км завширшки й омивається з півдня затокою Салех (індонез. Teluk Saleh), а з півночі — морем Флорес. У гирлі затоки Салех є острівець, який називається Мойо (індонез. Pulau Moyo).
Тамбора цікавить не тільки сейсмологів і вулканологів, які стежать за діяльністю вулкана, але й археологів і біологів. Вулкан також приваблює туристів як об'єкт для пішохідного туризму та спостережень за дикою природою. Два найближчих до вулкана міста — Біма (індонез. Bima) і Домпу (індонез. Dompu). Також навколо вулкана розташовано кілька сіл: Санґар (індонез. Sanggar) на схід від Тамбори, Доро Петі (індонез. Doro Peti) та Песанґрахан (індонез. Pesanggrahan) на північний захід, і Чалабай (індонез. Calabai) на захід.
Існує два маршрути сходження на вулкан, за допомогою котрих можна досягти кальдери. Перший маршрут починається від села Доро Мбоха (індонез. Doro Mboha), розташованого на південний схід від гори. Цей маршрут проходить асфальтованою дорогою через плантації кеш'ю і закінчується в південній частині кальдери на висоті 1950 м над рівнем моря. Це місце, як правило, використовується як базовий табір для спостереження за вулканічною активністю, бо дістатися до кальдери цим маршрутом можна лишень за годину. Другий маршрут починається від села Панчасіла (індонез. Pancasila), на північний захід від Тамбори. Використовуючи другий маршрут, до кальдери можна дістатися виключно пішки.

## Геологічна історія

### Утворення
Тамбора знаходиться за 340 км на північ від Яванської влоговини і за 180–190 км над північною частиною активної зони субдукції. Острів Сумбава, як із півночі, так і з півдня оточений океанічної корою. Швидкість збіжності двох плит становить 7,8 см/рік. Вулкан Тамбора, за оцінками, здійнявся приблизно 57 тисяч років тому. Конус вулкана складений з безлічі затверділих шарів лави, тефри і вулканічного попелу, вивергнутих з величезної магматичної камери протягом багатьох тисяч років.
За даними геологічної розвідки, до 1815 року Тамбора мав форму типового стратовулкана з високим симетричним вулканічним конусом й одним осереднім кратером. Поперечник основи вулкана становив 60 км. Величний кратер часто виливав лаву, що каскадом сходила вниз крутим схилом вулкана.
Після виверження 1815 року околиці вулкана виявилися покриті шарами застиглої лави і пірокластичного матеріалу завтовшки кілька метрів. Також виникло принаймні двадцять дочірніх і паразитичних конусів. Деякі з них мають власні назви: Тахе (діаметром 877 м), Моло (602 м), Кубах (1648 м) тощо. Більшість цих паразитичних конусів виливали базальтову лаву.

### Історія вивержень
Радіовуглецевий розбір дозволив встановити дати трьох вивержень Тамбори, що передували виверженню 1815 року. Потужність цих вивержень є невідомою. Оціночно вони сталися 3910±200 року до н. е., 3050 р. до н. е. та 740±150 року н. е. Усі вони були вибуховими виверженнями осереднього кратера зі збіжними виверженню 1815 року рисами, за винятком відсутності пірокластичних потоків.
1812 року Тамбора став дуже активним, ця дієвість тривала до квітня 1815, доки не досягла свого максимуму у вигляді грандіозного виверження, яке досягло потужності в 7 балів за шкалою вулканічних вивержень. Вулкан викинув близько 150–180 км³ тефри. Це було питомим для стратовулканів вибуховим виверженням осереднього кратера, що спричинило обвалення кальдери та виникнення пірокластичних потоків і цунамі. Вулканічна активність тривала і після виверження, затихнувши лише в липні 1815 року. Наступний максимум діяльності вулкана припав на серпень 1819 року, коли відбулася серія з декількох невеликих вивержень (не більше 2 балів за VEI), — ці виверження вулканологи вважають залишковими наслідками головного виверження. Близько 1880±30 роки всередині кальдери вулкана відбулося ще одне виверження (2 бали за шкалою VEI). Воно породило невеликі лавові потоки, що утворили екструзивні лавові куполи. Крім того, виверження створило невеликий паразитичний конус усередині кальдери.
Вулкан Тамбора понині діє. Малі лавові куполи і потоки утворювалися всередині кальдери вулкана протягом усього XIX і XX століть. Останнє вибухове виверження вулкана зазначено 1967 року. Виверження невибухового типу (VEI = 0) відбуваються в кальдері значно частіше.

## Виверження 1815 року

### Хронологія виверження

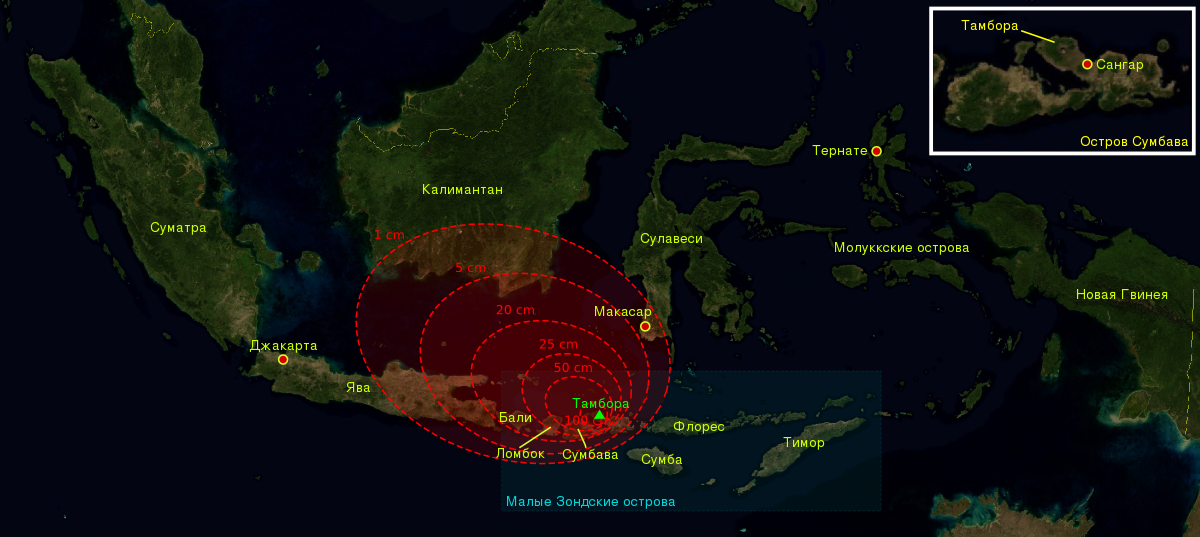
Карта, що показує райони випадання попелу (відзначені червоним кольором) під час виверження 1815 року. Край попелової хмари дістає навіть до таких віддалених від вулкана островів, як Калімантан та Сулавесі

Катастрофічне виверження квітня 1815 року припало на час тимчасової окупації Нідерландської Ост-Індії — нинішньої Індонезії — Великою Британією: британці зайняли цю місцевість 1811 року, прагнучи запобігти її захопленню наполеонівською Францією, що підкорила тоді Нідерланди. У зв'язку з цим найважливішими джерелами відомостей про виверження та його наслідки є доповіді і спогади співробітників британської колоніальної адміністрації та, насамперед, її керівника Томаса Стемфорда Рафлза.
До 1815 року Тамбора кілька століть перебував у недіючому стані, внаслідок поступового остигання гідратної магми в закупореній магматичній коморі. На глибинах від 1,5–4,5 км відбувалася кристалізація магми, через що надлишковий тиск усередині комори зростав, сягаючи 4–5 кбар, температура коливалася від 700 до 850 °C.
1812 року земля в районі вулкана почала видавати гомін, а над ним самим з'явилася темна хмара.
5 квітня 1815 року після сильного вибуху, громовий звук якого було чутно навіть на Молуккських островах, за 1400 км від вулкана, почалося виверження Тамбори. Вранці 6 квітня вулканічний попіл почав випадати у східній частині острова Ява. 10 квітня звуки вибухів усередині вулкана посилилися — їх приймали за гарматні постріли навіть на острові Суматра (на відстані 2600 км від Тамбори).
Приблизно о 19 годині 10 квітня виверження посилилося. Три стовпи полум'я, що піднімалися над вулканом, об'єдналися. Весь вулкан перетворився на текучі маси «рідкого вогню». Приблизно о 20 годині почалося випадання пемзи діаметром до 20 см. У наступні дві години посилилося випадання попелу. Гарячі пірокластичні потоки каскадно спускалися з гори до моря з усіх боків півострова, де знаходиться вулкан, знищуючи села Сумбави. Гучні вибухи вулкана було чутно до вечора 11 квітня. Попелова завіса поширилася до Західної Яви і Південного Сулавесі. Дощі, змішані з вулканічним попелом, тривали до 17 квітня

Перші вибухи було чутно на цьому острові ввечері 5 квітня, їх було чутно в усіх селищах і тривали вони з перервами до наступного дня. Шум усюди прийняли за віддалені гарматні постріли, так що війська виступили з Джок'якарти, вважаючи, що на сусідню посаду скоєно напад, а вздовж узбережжя було направлено човни в пошуках судна, яке можливо терпить лихо.
— Мемуари сера Стемфорда Рафлза
Виверження, за оцінками, досягало 7 балів за шкалою вулканічних вивержень. Внаслідок виверження виділилося вчетверо більше енергії, ніж під час виверження вулкана Кракатау 1883 року, а це означає, що енергія Тамбори була рівнозначна вибуху 800 мегатонн тротилу. За оцінками, було викинуто 150—180 км вулканічного матеріалу загальною масою 1,4×1014 кг. Це виверження утворило величезну кальдеру в 6–7 км поперечником та глибиною 600–700 м. Перед вибухом вулкан Тамбора досягав висоти 4300 м, що робило його одним із найвищих піків Малайського архіпелагу. Після вибуху висота вулкана зменшилась до 2700–2800 м.
Виверження Тамбори стало найбільшим виверженням вулкана, що спостерігалося за всю відому історію людства (див. таблицю I). Вибух вулкана було чути 2600 км від нього, а попіл випав щонайменше за 1300 км від Тамбори. Окрішна темрява протягом двох-трьох днів стояла навіть за 600 км від вулкана. Пірокластичні потоки поширилися принаймні на 20 км від вершини Тамбори. Внаслідок виверження на острови Індонезії обрушилися чотириметрові хвилі цунамі.

### Місцеві наслідки
Під час моєї подорожі до західної частини острова, я проїхав через майже все Домпо і через значну частину Біма. Жахливі умови, через які кількість жителів значно скоротилася, шокують. Останки трупів, що лежали на узбіччі дороги, майже повністю спорожнілі села і зруйновані будинки, уцілілі люди розсіялися в пошуках харчу.
…Після виверження, жорстока діарея, яка забрала велику кількість життів, поширилася в Біма, Домпо і Санґірі. Місцеві жителі вважають, що вона була викликана питною водою, перемішаною з попелом; коні теж помирають у великій кількості зі схожими симптомами.
— Лейтенант Філіпс, який за наказом Стемфорда Раффлза вирушив на Сумбаву
Усю рослинність на острові Сумбава було знищено. Зметені у воду дерева змішувалися з пемзою і попелом, утворюючи при цьому свого роду плоти, до 5 кілометрів у поперечнику. Один такий пліт було виявлено в Індійському океані неподалік Колкати у жовтні 1815 року. Пемза на великій відстані від вулкана плавала на поверхні океану, перешкоджаючи руху кораблів. Товсті хмари попелу огортали регіон до 23 квітня. Вибухи вулкана припинилися 15 липня, хоч димові викиди спостерігалися до 23 серпня. Гуркіт і підземні поштовхи околицями вулкана було зареєстровано навіть через чотири роки після виверження, 1819 року.
О 10 годині вечора 10 квітня на береги різних островів Малайського архіпелагу обрушилися середнього розміру цунамі, що досягали висоти 4 м у Санґарі. Цунамі заввишки 1–2 м обрушилися на Східну Яву, двометрові хвилі вдарили по Молуккських островах. Загальна кількість загиблих від цунамі, за оцінками, досягла приблизно 4600 осіб.
Еруптивна колона, що виникла під час виверження, досягла стратосфери, маючи 43 кілометрів у висоту. Тяжкі попільні хмари розсіялися через 1–2 тижні після виверження, але дрібні частки попелу продовжували перебувати в атмосфері протягом від декількох місяців до декількох років на висоті 10–30 км. Вітри поширили ці частинки усім світом, створюючи рідкісні оптичні явища. Яскраві заходи сонця і тривалі сутінки часто відзначалися в Лондоні з 28 червня по 2 липня і з 3 вересня по 7 жовтня 1815 року. Світіння сутінкового неба біля обрію зазвичай було помаранчевим або червоним, і фіолетовим або рожевим вище за небосхил.
Майже вся поверхня острова Сумбава стала непридатною для життя. Усі три місцеві державні утворення — князівства Пекат, Санґар і Тамбора — припинили існування. Оцінка кількості загиблих від виверження різниться в залежності від джерела. Золлінґер (1855) оцінює кількість людей, що загинули від прямого впливу вулкана, приблизно в 10 000 людей, більшість з котрих загинула від пірокластичних потоків. Окрім цього, приблизно 38 000 людей померло від голоду і хвороб на Сумбаві, і ще 10 000 людей померло на острові Ломбок. Петроєщевський (1949) оцінює кількість загиблих приблизно 48 000 і 44 000 осіб, загиблих на Сумбаві і Ломбоку відповідно. Деякі дослідники, такі як Стозерс (1984), який оцінив загальну кількість загиблих у 88 000–92 000 чоловік, використовують цифри Петроєщевського. Проте, інші дослідники, наприклад, Танґі (1998), вважають цифри, дані Петроєщевським, необґрунтовано завищеними. Танґі переглянув число загиблих на основі двох вартих довіри джерел — записів Золліґнера, який сам провів кілька місяців на Сумбаві після виверження, і нотаток Рафлза. Танґі вказав, що, можливо, були додаткові жертви на Балі і Східній Яві, спричинені голодом і хворобами. Він оцінив кількість загиблих від прямого впливу виверження в 11 000 чоловік та 49 000 від довгострокових катастрофічних наслідків, викликаних вулканом, таких як епідемічні захворювання і голод. Оппенгаймер вважає (2003), що кількість загиблих приблизно становила 71 000 осіб, як зазначено нижче у таблиці.
| Виверження       | Країна         | Місцезнаходження             | Рік  | Висота колони, км | Шкала вулканічних вивержень | Середнє зниження температури, °C | Число загиблих |
| ---------------- | -------------- | ---------------------------- | ---- | ----------------- | --------------------------- | -------------------------------- | -------------- |
| Везувій          | Італія         | Середземномор'я              | 79   | 30                | 5                           | ?                                | >2000          |
| Хатепе (Таупо)   | Нова Зеландія  | Тихоокеанське вогняне кільце | 186  | 51                | 7                           | ?                                | ?              |
| Пектусан         | Китай / КНДР   | Тихоокеанське вогняне кільце | 969  | 25                | 6–7                         | ?                                | ?              |
| Уайнапутіна      | Перу           | Тихоокеанське вогняне кільце | 1600 | 46                | 6                           | −0,8                             | ≈1400          |
| Тамбора          | Індонезія      | Тихоокеанське вогняне кільце | 1815 | 43                | 7                           | −0,5                             | >71 000        |
| Кракатау         | Індонезія      | Тихоокеанське вогняне кільце | 1883 | 36                | 6                           | −0,3                             | 36 600         |
| Санта-Марія      | Ґватемала      | Тихоокеанське вогняне кільце | 1902 | 34                | 6                           | змін не помічено                 | 7000–13 000    |
| Катмай           | США, Аляска    | Тихоокеанське вогняне кільце | 1912 | 32                | 6                           | −0,4                             | 2              |
| Сент-Геленс      | США, Вашингтон | Тихоокеанське вогняне кільце | 1980 | 19                | 5                           | змін не помічено                 | 57             |
| Ель-Чичон        | Мексика        | Тихоокеанське вогняне кільце | 1982 | 32                | 4–5                         | ?                                | >2000          |
| Невадо-дель-Руїс | Колумбія       | Тихоокеанське вогняне кільце | 1985 | 27                | 3                           | змін не помічено                 | 23 000         |
| Пінатубо         | Філіппіни      | Тихоокеанське вогняне кільце | 1991 | 34                | 6                           | −0,5                             | 1202           |

### Світовий вплив

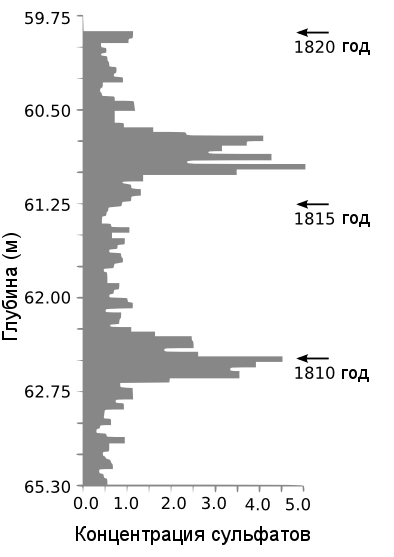
Зосередження сульфатів у крижаному керні з Центральної Ґренландії. Ним можна визначити рівень забруднення атмосфери вулканічними викидами. Крім того, керн вказує на невідоме виверження початку 1810-их років. Джерело: Даї (1991)

Внаслідок виверження 1815 року в стратосферу було викинуто величезні маси оксиду сірки, що викликали глобальні кліматичні викривлення. Вчені використовували різні способи оцінки розмірів викидів: петрологічний метод, оптичні вимірювання на основі анатомічних спостережень і дослідження накопичень сульфатів у полярній кризі, методом обсліду крижаних кернів із Ґренландії й Антарктиди. Кінцеві оцінки обсягів викидів сірки змінюються залежно від методу, досягаючи від 10 до 120 млн т. S.
Навесні та влітку 1815 року у північно-східній частині Сполучених Штатів спостерігався постійний сухий туман. Туман червонів на сонячному світлі і затьмарював його. Ні вітри, ані опади не змогли розігнати цей «туман». Пізніше його було визначено як сульфатний стратосферний аерозоль. Влітку 1816 року країни Північної півкулі сильно постраждали від екстремальних погодних умов, що встановилися там. 1816 рік отримав назву Рік без літа. Середня світова температура знизилася на 0,4–0,7 °C, а в деяких областях — на 3–5 °C — цього достатньо, аби викликати значні проблеми у сільському господарстві в усьому світі. 4 червня 1816 року в штаті Коннектикут було зареєстровано сильне похолодання, а вже наступного дня більша частина Нової Англії була охоплена холодним фронтом. 6 червня в Олбані, штат Нью-Йорк, та у штаті Мен випав сніг. Такі умови трималися протягом принаймні трьох місяців, завдавши серйозної шкоди сільському господарству Північної Америки. Канада також зазнала удару надсильних холодів. У районі Квебеку сніг випадав із 6 по 10 червня 1816 року, товщина снігового покрову досягла 30 см.
1816 рік став другим настільки холодним роком у Північній півкулі з 1600 року, коли сталося потужне виверження вулкана Уайнапутіна в Перу. 1810-ті роки стали найхолоднішим десятиліттям в історії, внаслідок виверження Тамбори 1815 року та іншого невідомого виверження десь між 1809 та 1810 роками (див. дані з концентрацію сульфатів у крижаних кернах).
Така різка зміна кліматичних умов стала причиною серйозної тифної по́шесті в південно-східній Європі та східній частині Середземномор'я між 1816 і 1819 роками. Зміни клімату викликали порушення стійкості індійських мусонів, через що загинула значна частина врожаю у цьому регіоні і виник масовий голод, а також виникнення нового штаму холери в Бенгалії 1816 року. Багато худоби загинуло у Новій Англії взимку 1816–1817 років. Низькі температури і зливи призвели до неврожаю в Сполученому королівстві Великої Британії та Ірландії. Сім'ї в Уельсі залишали свої рідні краї, у пошуках прокорму. Голод поширився у північній та південно-західній частині Ірландії, після неврожаю картоплі, пшениці і вівса. Тяжке становище склалося і в Німеччині, де ціни на продукти харчування різко зросли. Через незрозумілу для людей причину неврожаю в багатьох містах Європи пройшли демонстрації, які потім переросли у заворушення. Це був найсильніший голод ХІХ століття.

## Археологічні роботи
Влітку 2004 року команда вчених з університету Род-Айленда, університету Північної Кароліни в Вілмінґтоні та індонезійського управління вулканології, очолювана Гаралдуром Сіґурдссоном, почала археологічні розкопки в районі вулкана Тамбора. За шість тижнів вчені виявили перші свідчення існування втраченої культури, знищеної під час виверження 1815 року. Місце розкопок розташоване приблизно за 25 км на захід від кальдери вулкана, в глибині джунглів. Археологам, щоб дістатися цілі розкопок, доводилося пробиватися через триметровий шар пірокластичних відкладень.
Вчені використали георадар для виявлення невеликого будинку, похованого під вулканічними відкладами. Будинок було розкопано, й археологи виявили у ньому керамічний посуд, бронзові чаші, залізні знаряддя праці й останки двох людей. Висунули припущення, що тамборці торгували з Індокитаєм, оскільки у В'єтнамі виявлено кераміку подібного типу. Сіґурдссон назвав місце розкопок Східними Помпеями, оскільки розкопані артефакти збереглися у тому ж самому стані, яке вони займали 1815 року.

## Екосистема

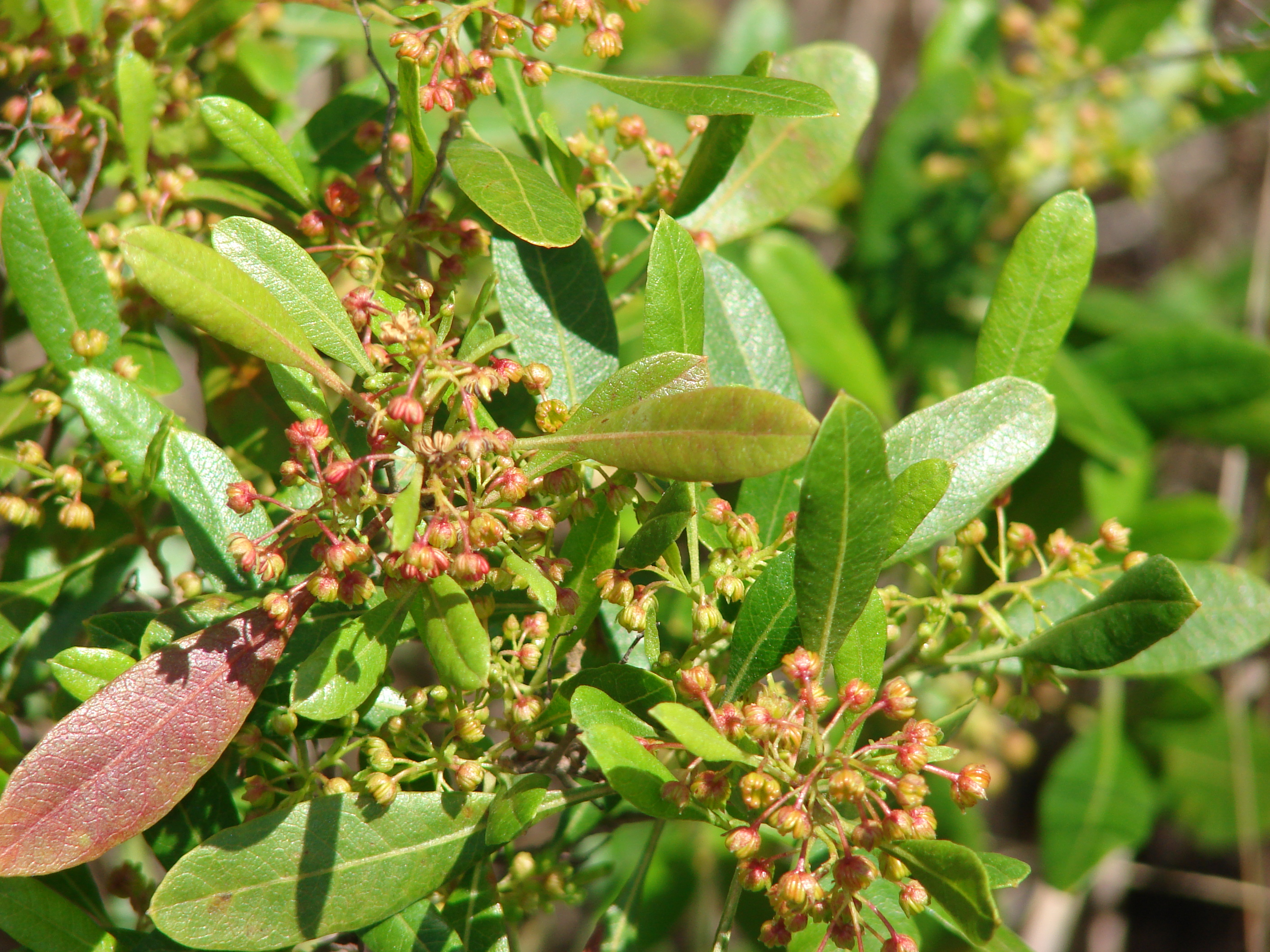
Листя і квіти Додонеї липкою

Науковий колектив під керівництвом швейцарського ботаніка Генріха Золлінґера відвідав Сумбаву 1847 року. Завданням Золлінґера було вивчення наслідків виверження та його вплив на місцеву екосистему. Він був першою людиною, яка піднялася на вершину вулкана після виверження. Вона усе ще була вкрита димом. Щойно Золлінґер підвівся, його ноги провалилися у теплий шар порошкової сірки. Тим не менш, деяка частина рослинності на той час вже відновилася, наприклад, було виявлено кілька живих дерев на нижньому схилі вулкана. Невеликі гаї казуарин зростали на висоті 2200–2550 м. Також було знайдено лани́ імперати циліндричної.
Відновлення господарства околицями гори розпочалося 1907 року. Перші кавові плантації з'явилися у 1930-их роках на північно-західному схилі вулкана, неподалік села Пекат (індонез. Pekat).
Густі тропічні дощові ліси виросли на висоті 1000–2700 м. Ці типові для Індонезії вічнозелені ліси мають триярусну будову. Верхній ярус складається з відокремлених дерев висотою до 50 м, середній ярус утворений зімкнутими кронами дерев висотою 25–30 м і помітно височить над нижнім ярусом, який є густим переплетенням лісової підстилки і чагарників. Ці ліси покривають площу до 80 000 га (800 км²). Їх було вивчено нідерландськими вченими, на чолі з Костером і де Вуґдом, 1933 року. За їхніми словами, вони розпочали свій шлях у «досить безплідній, сухій та спекотній місцевості», а потім потрапили до «могутніх джунглів», де росли «величезні, величні лісові гіганти». Вище за 1800 м дослідники виявили зарості казуарини і додонеї липкої, а на самій вершині вчені знайшли кілька видів рідкісних рослин, таких як анафаліс трижилковий та валенбергія.
1896 року у районі Тамбори виявили 56 видів птахів. До 1981 року було виявлено ще дванадцять видів. Надалі було ще кілька зоологічних досліджень району гори, і на сьогоднішній день відомо близько 90 видів птахів, що мешкають довкола вулкана. Короткочубий какаду, квічаль, багатобарвний лорикет та зелена джунглева курка є жертвами лову для місцевих жителів, які садять птахів у клітини і продають. Деякі інші види птахів ідуть на їжу місцевим жителям. Короткочубий какаду знаходиться на межі зникнення на острові Сумбава.
З 1972 року в районі Тамбори ведуться лісозаготівлі, які становлять велику загрозу для тропічних лісів. Лісозаготівельна компанія проводить роботи на площі 20 000 га (200 км²) або 25 % від загальної площі тропічного лісу. Інша частина тропічних лісів використовується як мисливські угіддя. У деяких місцях існують заповідники, де живуть олені, азійські буйволи, кабани, кажани, крилани і різні види птахів та плазунів. Одним із найпопулярніших серед туристів місць біля Сумбави є природний заповідник на острові Мойо, що є місцем проживання для диких свиней, варанів, макак-крабоєдів, великих отар оленів, а також для 21 виду кажанів. 2015 року природоохоронні райони навколо Тамбори набули статусу національного парку.

## Спостереження за вулканом
Населення Індонезії після виверження 1815 року швидко зростає: до початку 2010-их років чисельність жителів країни перевищила 237 млн осіб. Найбільша щільність населення — на Яві, яка ближче за інші Великі Зондські острови знаходиться до Тамбори. У умовах виверження вулкана, порівнянне за силою з виверженням 1815 року, викликало б катастрофічні руйнації з великою кількістю жертв. Саме тому вулканічна активність в Індонезії, зокрема й гори Тамбора, перебуває під постійним нагядом. Сейсмічна активність в Індонезії контролюється Центром вулканологічних досліджень і зниження геологічної небезпеки (індонез. Pusat Vulkanologi dan Mitigasi Bencana Geologi), що входить до структури міністерства енергетики та мінеральних ресурсів (індонез. Kementerian Energi dan Sumber Daya Mineral). Пост, що спостерігає за діяльністю Тамбори, знаходиться у селі Доро Петі. Він стежить за сейсмічною та тектонічною активністю за допомогою сейсмографа. З виверження 1880 року не було зареєстровано ніякого значного збільшення сейсмічної активності. Тим не менш, постійно проводиться моніторинг усередині головної кальдери та навколишніх паразитичних конусів.
Центром вулканологічних досліджень і зниження геологічної небезпеки розроблено план щодо попередження і ліквідації можливих надзвичайних ситуацій. Район біля вулкана було поділено на дві зони: небезпечну зону і зону підвищеної уваги. Небезпечною зоною вважається та область, яка постраждає від прямого впливу виверження: її буде знищена пірокластичними потоками, лавою та рясним випаданням попелу. Ця область, що має площу 58,7 км², включає кальдеру вулкана і її околиці. Проживати у цьому районі заборонено. Зона підвищеної уваги включає терени, які можуть бути опосередковано зачеплені виверженням. Вони можуть потрапити під удар лахарів та бути засипаними попелом. Розмір цієї зони становить 185 км², вона включає кілька населених пунктів.

## Фільмографія
- «Шкала часу. Рік без літа» (англ. Time watch. The Year Without Summer) — документальний фільм, знятий BBC 2005 року.